# Uperoleia talpa
Uperoleia talpa és una espècie de granota que viu a Austràlia.
Està amenaçada d'extinció per la pèrdua del seu hàbitat natural.